# Laskowa (przystanek kolejowy)
Laskowa – zlikwidowany w 1945 roku przystanek kolejowy w Laskowej na linii kolejowej Krzelów – Leszno Dworzec Mały, w powiecie górowskim, w województwie dolnośląskim, w Polsce.